# Elsebeth Brehm
Elsebeth Brehm Jørgensen (Frederiksberg, Hovedstaden, 30 de juliol de 1901 - Gentofte, 14 de juliol de 1995) va ser una tennista danesa que va competir a començaments del segle xx.
El 1920 va prendre part en els Jocs Olímpics d'Anvers on va disputar dues proves del programa de tennis. En els dobles femenins, fent parella amb Amory Hansen, quedà eliminada en quarts de final, mentre en la competició individual ho fou en segona ronda.
Als Jocs de 1924 va disputar dues proves del programa de tennis, els dobles mixtos, fent parella amb Erik Tegner, i la competició individual. En ambdues proves quedà eliminada en primera ronda.
Durant la seva carrera esportiva va guanyar 16 campionats danesos: 8 individuals femenins, 5 en dobles mixtos i 3 en dobles femenins.